# Rufius Postumius Festus
Rufius Postumius Festus war ein spätantiker römischer Politiker und patricius zur Zeit des Ostgotenreichs.
Festus stammte aus einer aristokratischen Familie aus Rom und war vielleicht der Sohn des Festus, der im Jahr 439 Konsul war. 472 wurde Festus Konsul.
Als caput senatus wurde Festus am Ende des Jahres 490 nach der Niederlage Odoakers am 11. August von Theoderich an der Spitze einer Gesandtschaft nach Konstantinopel zu Kaiser Zenon gesandt, um dessen Bestätigung seiner Herrschaft in Italien zu erwirken. Um 497 ging Festus zum zweiten Mal im Auftrag des Theoderich nach Konstantinopel, um von Kaiser Anastasios I. die endgültige Anerkennung Theoderichs zu bekommen. Dieser Auftrag gelang ihm auch, da er durch sein Geschick und seinen Einfluss eine wichtige Rolle am Kaiserhof spielte, auch in kirchlichen Angelegenheiten, in denen er die Durchsetzung der kirchenpolitischen Pläne des Kaisers beim Papst übernahm. Die Rückkehr seiner Gesandtschaft erfolgte etwa Mitte des Jahres 498.
Der Tod des Papstes Anastasius II. im November 498 gab für Festus die Veranlassung einer fieberhaften Tätigkeit, um bei der Papstwahl einen Kandidaten nach seinem und des Kaisers Sinn gegenüber der streng orthodoxen Partei durchzusetzen. Da trotzdem der Kandidat der Orthodoxen Symmachus bei der Wahl am 22. November den Vorrang erhielt, leitete nun Festus zusammen mit Petronius Probinus und einem großen Teil des Senats eine heftige Agitation zu Gunsten des Gegenpapstes Laurentius gegen die orthodoxe Partei ein. Das Schisma wurde erst gegen 506 beendet, als Festus die Anweisung erhielt, seinen Kandidaten aufzugeben, welcher sich auf die Güter des Festus zurückziehen musste, wo er bald starb.
Obwohl Festus auch später als Haupt des Senats mit verschiedenen Aufträgen in Rom von Seiten Theoderichs ausgezeichnet wurde, so scheint er sich doch aus dem aktiven politischen Leben zurückgezogen und alle hohe Posten abgewiesen zu haben.